# Мајкаче за 10
Мајкаче за 10 (енгл. M.I.L.T.F #10 односно енгл. Mothers I’d Like To Fuck #10) амерички је порнографски филм из 2004. године. Режирао га је Гејл Форс (Gail Force).
Филм је у Србији издало новосадско предузеће Hexor 2007. године у тиражу од 3500 комада. Нема описа на омоту, интерна ознака српског издавача је DH17, а каталошки број COBISS.SR-ID 221173511. (У Виртуелној библиотеци Србије стоји италијански језик, што је погрешно.)

## Улоге
| Глумац       | Улога |
| ------------ | ----- |
| Angela Faith |       |
| Kayla Quinn  |       |
| Tara Moan    |       |